# Kalatale Zhen
Kalatale Zhen (kinesiska: 喀拉塔勒镇, 喀拉塔勒) är en köping i Kina. Den ligger i den autonoma regionen Xinjiang, i den nordvästra delen av landet, omkring 670 kilometer sydväst om regionhuvudstaden Ürümqi.
Genomsnittlig årsnederbörd är 107 millimeter. Den regnigaste månaden är juli, med i genomsnitt 27 mm nederbörd, och den torraste är december, med 1 mm nederbörd.